# Vuelta a Andalucía 2008
La Vuelta a Andalucía 2008, cinquantaquattresima edizione della corsa valevole come prova del circuito UCI Europe Tour 2008 categoria 2.1, si svolse in 5 tappe dal 17 al 21 febbraio 2008 per un percorso totale di 802,8 km, con partenza da Benahavís ed arrivo ad Cordova. Fu vinto dallo spagnolo Pablo Lastras del team Caisse d'Epargne, che si impose in 20 ore 33 minuti e 15 secondi, alla media di 39,058 km/h.
Partenza da Benahavís con 91 ciclisti, dei quali 72 conclusero la vuelta.

## Tappe
| Tappa  | Data        | Percorso                   | km    | Vincitore di tappa                    | Leader cl. generale |
| ------ | ----------- | -------------------------- | ----- | ------------------------------------- | ------------------- |
| 1ª     | 17 febbraio | Benahavís > Álora          | 123,4 | José Antonio López                    | José Antonio López  |
| 2ª     | 18 febbraio | Torrox > La Zubia          | 176,2 | Cadel Evans                           | Clément Lhotellerie |
| 3ª     | 19 febbraio | Villa de Otura > Jaén      | 174,5 | Alessandro Petacchi Giovanni Visconti | Pablo Lastras       |
| 4ª     | 20 febbraio | La Guardia de Jaén > Écija | 173,5 | Alessandro Petacchi Borut Božič       | Pablo Lastras       |
| 5ª     | 21 febbraio | Antequera > Cordova        | 155,2 | Alessandro Petacchi Denis Flahaut     | Pablo Lastras       |
| Totale | Totale      | Totale                     | 802,8 |                                       |                     |

## Squadre e corridori partecipanti
| N.    | Cod. | Squadra           |
| ----- | ---- | ----------------- |
| 1-7   | SIL  | Silence-Lotto     |
| 11-17 | MRM  | Team Milram       |
| 21-27 | RAB  | Rabobank          |
| 31-37 | SKS  | Skil-Shimano      |
| 41-47 | EUS  | Euskaltel-Euskadi |
| 51-57 | KGZ  | Xacobeo Galicia   |
| 61-67 |      |                   |

| N.      | Cod. | Squadra                    |
| ------- | ---- | -------------------------- |
| 71-77   | SDV  | Saunier Duval-Scott        |
| 81-87   | GCE  | Caisse d'Epargne           |
| 91-97   | ACA  | Andalucía-Cajasur          |
| 101-107 | SPI  | Extremadura-Grupo Gallardo |
| 111-117 | COS  | Cycle Collstrop            |
| 121-127 | QST  | Quick Step                 |
| 131-137 | KAT  | Team Katusha               |

## Dettagli delle tappe

### 1ª tappa
- 17 febbraio: Benahavís > Álora – 123,4 km

Risultati
| Pos. | Corridore           | Squadra        | Tempo    |
| ---- | ------------------- | -------------- | -------- |
| 1    | José Antonio López  | Andalucia      | 3h05'55" |
| 2    | Clément Lhotellerie | Skil-Shimano   | a 9"     |
| 3    | Pablo Lastras       | Caisse d'Epar. | a 1'51"  |

| Pos. | Corridore           | Squadra        | Tempo    |
| ---- | ------------------- | -------------- | -------- |
| 1    | José Antonio López  | Andalucia      | 3h05'55" |
| 2    | Clément Lhotellerie | Skil-Shimano   | a 9"     |
| 3    | Pablo Lastras       | Caisse d'Epar. | a 1'51"  |

### 2ª tappa
- 18 febbraio: Torrox > La Zubia – 176,2 km

Risultati
| Pos. | Corridore          | Squadra       | Tempo    |
| ---- | ------------------ | ------------- | -------- |
| 1    | Cadel Evans        | Silence-Lotto | 4h47'31" |
| 2    | Mikel Astarloza    | Euskaltel     | a 4"     |
| 3    | Juan Manuel Gárate | QuickStep     | a 9"     |

| Pos. | Corridore           | Squadra        | Tempo    |
| ---- | ------------------- | -------------- | -------- |
| 1    | Clément Lhotellerie | Skil-Shimano   | 7h54'41" |
| 2    | Pablo Lastras       | Caisse d'Epar. | a 51"    |
| 3    | Cadel Evans         | Silence-Lotto  | a 2'23"  |

### 3ª tappa
- 19 febbraio: Villa de Otura > Jaén – 174,5 km

Risultati
| Pos. | Corridore           | Squadra       | Tempo    |
| ---- | ------------------- | ------------- | -------- |
| SQ   | Alessandro Petacchi | Team Milram   | 4h29'37" |
| 1    | Giovanni Visconti   | QuickStep     | s.t.     |
| 2    | Riccardo Riccò      | Saunier Duval | s.t.     |

| Pos. | Corridore           | Squadra        | Tempo     |
| ---- | ------------------- | -------------- | --------- |
| 1    | Pablo Lastras       | Caisse d'Epar. | 12h25'09" |
| 2    | Clément Lhotellerie | Skil-Shimano   | a 48"     |
| 3    | Cadel Evans         | Silence-Lotto  | a 1'32"   |

### 4ª tappa
- 20 febbraio: La Guardia de Jaén > Écija – 173,5 km

Risultati
| Pos. | Corridore           | Squadra         | Tempo    |
| ---- | ------------------- | --------------- | -------- |
| SQ   | Alessandro Petacchi | Team Milram     | 4h18'46" |
| 1    | Borut Božič         | Cycle Collstrop | s.t.     |
| 2    | Sebastian Siedler   | Skil-Shimano    | s.t.     |

| Pos. | Corridore           | Squadra        | Tempo     |
| ---- | ------------------- | -------------- | --------- |
| 1    | Pablo Lastras       | Caisse d'Epar. | 16h43'55" |
| 2    | Clément Lhotellerie | Skil-Shimano   | a 48"     |
| 3    | Cadel Evans         | Silence-Lotto  | a 1'32"   |

### 5ª tappa
- 21 febbraio: Antequera > Cordova – 155,2 km

Risultati
| Pos. | Corridore           | Squadra       | Tempo    |
| ---- | ------------------- | ------------- | -------- |
| SQ   | Alessandro Petacchi | Team Milram   | 3h49'20" |
| 1    | Denis Flahaut       | Saunier Duval | s.t.     |
| 2    | Sebastian Siedler   | Skil-Shimano  | a 2"     |

| Pos. | Corridore           | Squadra        | Tempo     |
| ---- | ------------------- | -------------- | --------- |
| 1    | Pablo Lastras       | Caisse d'Epar. | 20h33'15" |
| 2    | Clément Lhotellerie | Skil-Shimano   | a 48"     |
| 3    | Cadel Evans         | Silence-Lotto  | a 1'32"   |

## Classifiche finali

### Classifica generale
| Pos. | Corridore           | Squadra        | Tempo     |
| ---- | ------------------- | -------------- | --------- |
| 1    | Pablo Lastras       | Caisse d'Epar. | 20h33'15" |
| 2    | Clément Lhotellerie | Skil-Shimano   | a 48"     |
| 3    | Cadel Evans         | Silence-Lotto  | a 1'32"   |
| 4    | Mikel Astarloza     | Euskaltel      | a 1'36"   |
| 5    | Juan Manuel Gárate  | QuickStep      | a 1'41"   |
| 6    | Alberto Losada      | Caisse d'Epar. | a 1'45"   |
| 7    | Mario Aerts         | Silence-Lotto  | a 1'55"   |
| 8    | Karpin Galicia      | Fuji-Servetto  | a 2'01"   |
| 9    | Juan Antonio Flecha | Rabobank       | a 2'08"   |
| 10   | Bram Tankink        | Rabobank       | a 2'11"   |

### Classifica a punti
| Pos. | Corridore           | Squadra        | Punti |
| ---- | ------------------- | -------------- | ----- |
| SQ   | Alessandro Petacchi | Team Milram    | 75    |
| 1    | Giovanni Visconti   | QuickStep      | 49    |
| 2    | Pablo Lastras       | Caisse d'Epar. | 37    |
| 3    | Aitor Galdós        | Euskaltel      | 37    |
| 4    | Juan Manuel Gárate  | QuickStep      | 36    |

### Classifica traguardi volanti
| Pos. | Corridore            | Squadra       | Tempo |
| ---- | -------------------- | ------------- | ----- |
| 1    | José Antonio López   | Andalucia     | 11    |
| 2    | Igor Antón           | Euskaltel     | 6     |
| 3    | Clément Lhotellerie  | Skil-Shimano  | 6     |
| 4    | Johan Vansummeren    | Silence-Lotto | 3     |
| 5    | Ignacio Sarabia Díaz | Extremadura   | 3     |

### Classifica a squadre
| Pos. | Squadra        | Tempo     |
| ---- | -------------- | --------- |
| 1    | Caisse d'Epar. | 61h44'46" |
| 2    | Silence-Lotto  | a 2'03"   |
| 3    | Rabobank       | a 4'25"   |
| 4    | QuickStep      | a 7'31"   |
| 5    | Saunier Duval  | a 8'25"   |